# Pseudapis inermis
Pseudapis inermis är en biart som först beskrevs av Morawitz 1895.  Pseudapis inermis ingår i släktet Pseudapis och familjen vägbin. Inga underarter finns listade i Catalogue of Life.